# カルヴィネ
カルヴィネ （Calvinet）は、フランス、オーヴェルニュ＝ローヌ＝アルプ地域圏、カンタル県の旧コミューン。

## 歴史
シャテニュレ・カンタリエンヌ地方の中心に位置する村で、カルヴィネという名はガロ＝ローマ時代のローマ化されたガリア語名Calvinusから派生したとみられる。
かつては強力なカルラ子爵支配下の、城代が治めるシャトレニー（fr）であった。子爵に言われて独立した行政区となり、カルヴィネはもはや領主支配下の小さな代官区ではなくなった。
1261年、ウスタシュ・ド・ボマルシェは、オーヴェルニュ山間部とポワトゥーの執事長管区の代官となった。彼はカルヴィネ領主であるマリーヌ・ド・ヴィグルーと結婚したため、妻の権利として彼も領主となった。彼はアルフォンス・ド・ポワティエ（ルイ9世の王弟）の臣下であった。そのため、1268年には大きな要塞が建設された。
1330年に教会が建設された。
カルヴィネはその後、ブルボン家の領地に加えられたが、フランソワ1世の時代に王領に併合されている。15世紀のカルヴィネは、ユグノーが所有する重要な土地となった。総督であるド・ラ・トゥール・ドーヴェルニュ家のテュレンヌ子爵の影響を受けたのである。ナントの勅令は、1598年にこの特別なユグノーの牙城について報告している。勅令の廃止は、リシュリューの命令によって城を破壊する原因となった。
カルラデス伯爵の称号とともに、カルヴィネ男爵の称号は1643年以降モナコ大公が所有した。このフランス貴族の称号は男系の嫡出の者でなければ継承できないため、1949年のルイ2世の死とともに断絶したとみなされている。
2019年1月1日、隣接するコミューン、ムルジュと合併し、コミューン・ヌーヴェル（fr。地方自治体改革の2010年12月16日施行の2010-1563法第21条による、合併によって新設されたコミューン）のピュイカペルとなった。

## 人口統計
| 1962年 | 1968年 | 1975年 | 1982年 | 1990年 | 1999年 | 2006年 | 2011年 |
| ------ | ------ | ------ | ------ | ------ | ------ | ------ | ------ |
| 527    | 524    | 491    | 408    | 404    | 432    | 462    | 495    |

参照元:1999年までEHESS、2004年以降INSEE